# La Judería: Ladino Meets Flamenco
La Judería: Ladino Meets Flamenco – drugi album studyjny izraelskiej piosenkarki Jasmin Lewi. Wydawnictwo ukazało się 16 maja 2005 roku nakładem SISU Home Entertainment. Utwory na albumie wykonywane są w języku ladino.

## Lista utworów
Opracowano na podstawie materiału źródłowego.
1. „Nací en Álamo (Vengo)” (Dionysis Tsaknis, Gritos de Guerra) - 6:24
2. „Me Voy” (Yasmin Levy) - 4:16
3. „Inténtalo Encontrar” (José Luis Montón) - 4:14
4. „La Alegría” (Yasmin Levy) - 5:15
5. „La Nina de Las Flores” (Yasmin Levy) - 6:51
6. „Locura” (Yasmin Levy, Kostas Pavlidis) - 5:38
7. „La Serena” (utwór tradycyjny) - 4:03
8. „Gracias a La Vida” (Violeta Parra) - 4:46
9. „Keter” (utwór tradycyjny) - 5:38
10. „Noches, Noches” (utwór tradycyjny) - 4:48
11. „Yu Tu y Yo Subimos al Cielo” (Yasmin Levy) - 6:51
12. „La Serena” (utwór tradycyjny) - 3:32